# Historia de las religiones

Algunos símbolos religiosos.

La historia de las religiones es una ciencia humana o ciencia social que tiene por objetivo el estudio de las religiones, o más exactamente los conjuntos de prácticas religiosas y creencias religiosas, ritos y mitos. Se establece como disciplina diferenciada de la teología (estudio filosófico de la divinidad —incluyendo la consideración de su existencia—) y de la historia de la Iglesia (una rama de la historiografía con marcado carácter confesional católico) a partir de la segunda mitad del siglo XIX, en el marco del desarrollo de las ideas laicas, el debate de separación Iglesia-Estado y el inicio de otras ciencias sociales, especialmente la antropología, la psicología y la sociología (antropología de la religión, psicología de la religión y sociología de la religión). Tiene una proximidad muy directa con otras perspectivas de estudio científico de las religiones: los conceptos de religión comparada, de mitología comparada; menos directa con la fenomenología de la religión (filosofía de la religión en términos consistentes con la orientación de los creyentes); y se incluye, con todas estas disciplinas, en la disciplina global que suele denominarse ciencia de la religión, ciencias de la religión o estudios religiosos, aunque en ocasiones se hace equivalente en un sentido extenso a las anteriores y se entiende como una de las posibles denominaciones de una disciplina de estudio integral de la religión y las religiones.
No conviene confundirla con la Historia Sagrada (perspectiva providencialista de la historia humana, aunque habitualmente limitada a la historia bíblica —narración histórica contenida en la Biblia—).

## Definición
La historia de las religiones aborda los fenómenos religiosos desde un punto de vista no confesional y una perspectiva tanto histórica como antropológica, así como con referencia tanto al tiempo como al espacio (perspectivas diacrónica y sincrónica —ver historiografía, historia y tiempo histórico—).
Está estrechamente relacionada con la etnología, la filología y la historia (véase Alta crítica). Como sus disciplinas hermanas, es una ciencia de observación que se basa en el examen crítico de los datos, así como en el método comparativo.
Esta ciencia puede ser definida con otras denominaciones, como ciencia de las religiones, con tradición en Alemania (Religionswissenschaft), noción acuñada por Friedrich Max Müller, célebre orientalista, mitólogo y especialista en lo indoeuropeo del siglo XIX. En esa época, el estudio de las religiones se encuadraba en el ámbito intelectual del academicismo romántico. El término religiones comparadas es utilizado sobre todo en el mundo intelectual anglosajón.

## Historia del estudio
La escuela de historia de las religiones llamada Religionsgeschichtliche Schule, una escuela de pensamiento alemana de finales del siglo XIX, originó el estudio sistemático de la religión como un fenómeno socio-cultural. Describía la religión como algo que evoluciona con la cultura humana, desde el politeísmo hasta el monoteísmo.
La Religionsgeschichtliche Schule surgió en una época en la que el estudio erudito de la Biblia y de la historia de la Iglesia florecía en Alemania y en otros lugares (véase  crítica superior, también llamado método histórico-crítico). El estudio de la religión es importante: la religión y conceptos similares han configurado a menudo el derecho y los códigos morales, la estructura social, el arte y la música de las civilizaciones.

## Edad axial
Algunos historiadores han denominado "edad axial" al período comprendido entre el 900 y el 200 a. C., término acuñado por el filósofo alemán] suizo Karl Jaspers (1883-1969). Según Jaspers, en esta época de la historia "los fundamentos espirituales de la humanidad se sentaron simultánea e independientemente... Y estos son los cimientos sobre los que la humanidad subsiste aún hoy". El historiador intelectual Peter Watson ha resumido este período como la época fundacional de muchas de las tradiciones filosóficas más influyentes de la humanidad, incluyendo el monoteísmo en Persia y Canaán, el platonismo en Grecia, el budismo y el jainismo en la India, y el confucianismo y el taoísmo en China. Estas ideas se institucionalizarían con el tiempo - obsérvese, por ejemplo, el papel de Ashoka en la difusión del budismo, o el papel del La filosofía neoplatónica en el cristianismo en su fundación.
Las raíces históricas del jainismo en la India se remontan al siglo IX a. C. con el surgimiento de Parshvanatha y su filosofía no violenta.

## Historia de las religiones
El ejercicio de la historia de las religiones siempre ha sido comparatista. Ya en la Antigüedad, desde Heródoto, los griegos observaron con curiosidad las costumbres y tradiciones de otros pueblos (egipcios, persas, judíos) con el fin de situar las propias. Plutarco, en el siglo I de la era cristiana, nos dejó un cierto número de trabajos que se pueden calificar de mitología comparada.
Son los padres de la Iglesia los que van a comparar las diferentes religiones y forjar el concepto de paganismo, para explicar en su propio beneficio el surgimiento y la superioridad del cristianismo. También son conceptos enunciados en este contexto por la patrística (Luz natural o imitación diabólica) los que servirán para explicar mil años más tarde, en la colonización de América, las curiosas costumbres de los indígenas, comparándolas con las de los paganos precristianos. Tal comparación se ejecuta en tres niveles: los antiguos, los salvajes y nosotros. Expresa la tensión entre el egocentrismo del yo y la alteridad del otro; que puede desembocar en una fuerte identificación o identidad colectiva del nosotros opuesta al ellos (racismo y nacionalismo étnico y lingüístico, o proselitismo, intolerancia y fundamentalismo religioso); o, menos frecuentemente, en un relativismo cultural que intente no aplicar prejuicios y encuentre valores de similar naturaleza en ambos lados de un diálogo entre iguales (por ejemplo, el famoso cuento de los tres anillos).
Ejemplos de esas perspectivas en la Edad Moderna son la "Historia Apologetica" del dominico Bartolomé de las Casas (siglo XVI) o "Les moeurs des sauvages amériquains comparée aux moeurs des premiers temps" del jesuita Josèphe François Lafitau (siglo XVIII). Aún se encuentran ambos en un contexto apologético. La historia de las religiones se desarrolla en ellos a partir de la mirada que el cristianismo posa sobre las demás religiones.
En el siglo XIX, al término del proceso de desconfesionalización iniciado por los philosophes de la Ilustración, la historia de las religiones se va lentamente a emancipar de sus orígenes piadosos para convertirse en una verdadera disciplina científica, desembarazada de su propósito inicial (justificar la religión) para precisamente abordar mejor su objeto de estudio (las religiones mismas). La historia de las religiones se distingue así en primer lugar de las disciplinas teológicas, incluso aunque al mismo tiempo estas mismas están empeñadas en iniciar una crítica profunda de sus tradiciones dogmáticas.
El florecimiento contemporáneo de los estudios orientalistas marcarán decisivamente esta nueva orientación, especialmente descubrimientos filológicos como los efectuados en torno al sánscrito, la crítica bíblica (Ernest Renan), y sobre todo la antropología anglosajona (Robertson Smith, Edward Tylor, James George Frazer) y la escuela sociológica francesa (Emile Durkheim, Marcel Mauss, Henri Hubert).
En el siglo XX, la historia de las religiones será también influida por las aproximaciones psicológicas (Sigmund Freud, Carl Gustav Jung, Károly Kerényi), fenomenológicas (Rudolf Otto, Mircea Eliade) o por las grandes figuras de la mitología comparada (Georges Dumézil) y de la antropología social (Claude Lévi-Strauss).
En los últimos tiempos, varias asociaciones y organizaciones reagrupan a los especialistas de diferentes dominios de la historia de las religiones (véanse los enlaces externos). Desde las aproximaciones diferentes que practican las diferentes escuelas, el ejercicio comparatista y la perspectiva histórico-antropológica suelen dotar de rigor a sus métodos y propuestas de investigación.
Las fiestas de la vida dentro de las formas de religión natural, siempre se prestan para una especial atención al ciclo de la vida, y a los momentos cruciales en que se pasa de una etapa a otra: el nacimiento, el paso de la niñez a la adolescencia, la vida adulta y la muerte.
La existencia de ritos de paso es una de las constantes antropológicas que caracterizan al ser humano de manera más universal y que, por tanto, no se resiente de la evolución económica y social. Los ritos cambian de cara y con ellos las costumbres correspondientes, pero su esencia sigue muy viva, en parte porque las diversas edades y ciclos del ser humano no están regidos por lo social, sino por lo natural. Según el estudioso francés Arnold van Gennep, este tipo de ritos se estructuran en tres fases: separación, transición y reincorporación. Es complejo aplicar esta división a la mayoría de ritos tal y como los concebimos hoy. Lo que está claro es que el aparato ritual que comporten tiene como objetivo reforzar la cohesión, primero familiar y luego comunitaria, del individuo que continúa. Los bautizos, las bodas, los entierros, etc., marcan las fases y también los derechos y deberes del individuo. Además, poseen un marcado carácter socializador: los regalos que se hacen en ellas, así como las felicitaciones —o los pésames en los funerales— implican solidaridad e integración en el grupo. Todo ello refuerza los límites simbólicos de la comunidad familiar.
El primer rito de paso, aunque evidentemente su protagonista no lo siente como tal, es el nacimiento. Al cabo de poco tiempo la comunidad le da la bienvenida a su estructura socio-religiosa, haciéndole uno más. Muchos de los ritos en este caso están preñados de simbolismo y suelen aludir a la muerte (fase de separación) del niño o incluso a su vuelta al útero materno para renacer al mundo en otro estatus: por ejemplo, en el bautismo, el infante pasa de pagano a cristiano. El nacimiento es un acontecimiento en sí, pero además de asegurar la descendencia del grupo familiar, tiene connotaciones de buena suerte. Observemos el tratamiento que cada primer día de enero dan los medios de comunicación al primer bebé nacido en el nuevo año.